# Сергиевская, Лидия Палладиевна
Лидия Палладиевна Сергиевская (6 [18] марта 1897, Вологодский уезд, Вологодская губерния — 21 сентября 1970, Томск) — советский ботаник, доктор биологических наук, профессор.

## Биография
Родилась в семье священника. Окончила Томское епархиальное училище.
В 1920 году окончила естественное отделение физико-математического факультета Сибирских Высших женских курсов. С 1921 года работала в Томском государственном университете (ТГУ), младший хранитель гербария. С 1931 года — старший хранитель Гербария Томского университета. Кандидат биологических наук (1938), доцент кафедры систематики растений ТГУ (1942). Доктор биологических наук (1954), с 1954 года — на кафедре ботаники, доцент, с 1956 года — профессор.
Ученица П. Н. Крылова. Участвовала в сборе материалов для составления 6-томного труда «Флора Западной Сибири». Исследовала сибирские растения, например, живокость высокую. Описала 241 новых таксонов растений, среди которых незабудочник уральский (Eritrichium uralense Serg., 1964).
В годы Великой Отечественной войны ориентировала работу Гербария на заготовку лекарственного сырья, трижды выезжала в специальные командировки в Забайкалье.
Подготовила трёх кандидатов наук.
Награждена орденом Ленина, медалями «За доблестный труд в Великой Отечественной войне 1941—1945 гг.» и «В ознаменование 100-летия со дня рождения Владимира Ильича Ленина».
Портрет Л. П. Сергиевской представлен в галерее портретов Почётных профессоров ТГУ
Похоронена в Университетской роще ТГУ.

## Виды растений, названные в честь Л. П. Сергиевской
Именем Лидии Палладиевны названы некоторые виды растений:
- Achillea sergievskiana Shaulo & Shmakov, 2002[6]
- Alchemilla lydiae Zämelis, 1932
- Alyssum sergievskajae Krasnob., 1975[7] [= Stevenia sergievskajae (Krasnob.) Kamelin & Gubanov]
- Cuscuta elpassiana Pavlov, 1952[8]
- Equisetum ×sergijevskianum C.N.Page & Gureyeva, 2009 (Equisetum palustre × Equisetum pratense)
- Glycyrrhiza sergievskiana Grankina & Aralbaev, 2006[9]
- Hieracium lydiae Schischk. & Steinb., 1949 [= Pilosella lydiae (Schischk. & Steinb.) Tupitz.]
- Lotus sergievskiae Kamelin & Kovalevsk., 1981
- Poa sergievskajae Prob., 1971
- Potentilla lydiae Kurbatsky, 1985
- Potentilla sergievskajae Peschkova, 1970
- Rosa sergievskiana Polozhij & Prozorova, 1975
- Thymus sergievskajae Karav., 1971
- Torularia sergievskiana Polozhij, 1974
- Veronica sergievskiana Polozhij, 1997